# 世界智能大会
世界智能大会（World Intelligence Congress），创办于2017年，是由中华人民共和国国家发展和改革委员会、科学技术部、工业和信息化部、中共中央网信办、中国科学院、中国工程院、中国科学技术协会等和天津市人民政府共同主办的人工智能领域的综合展会。

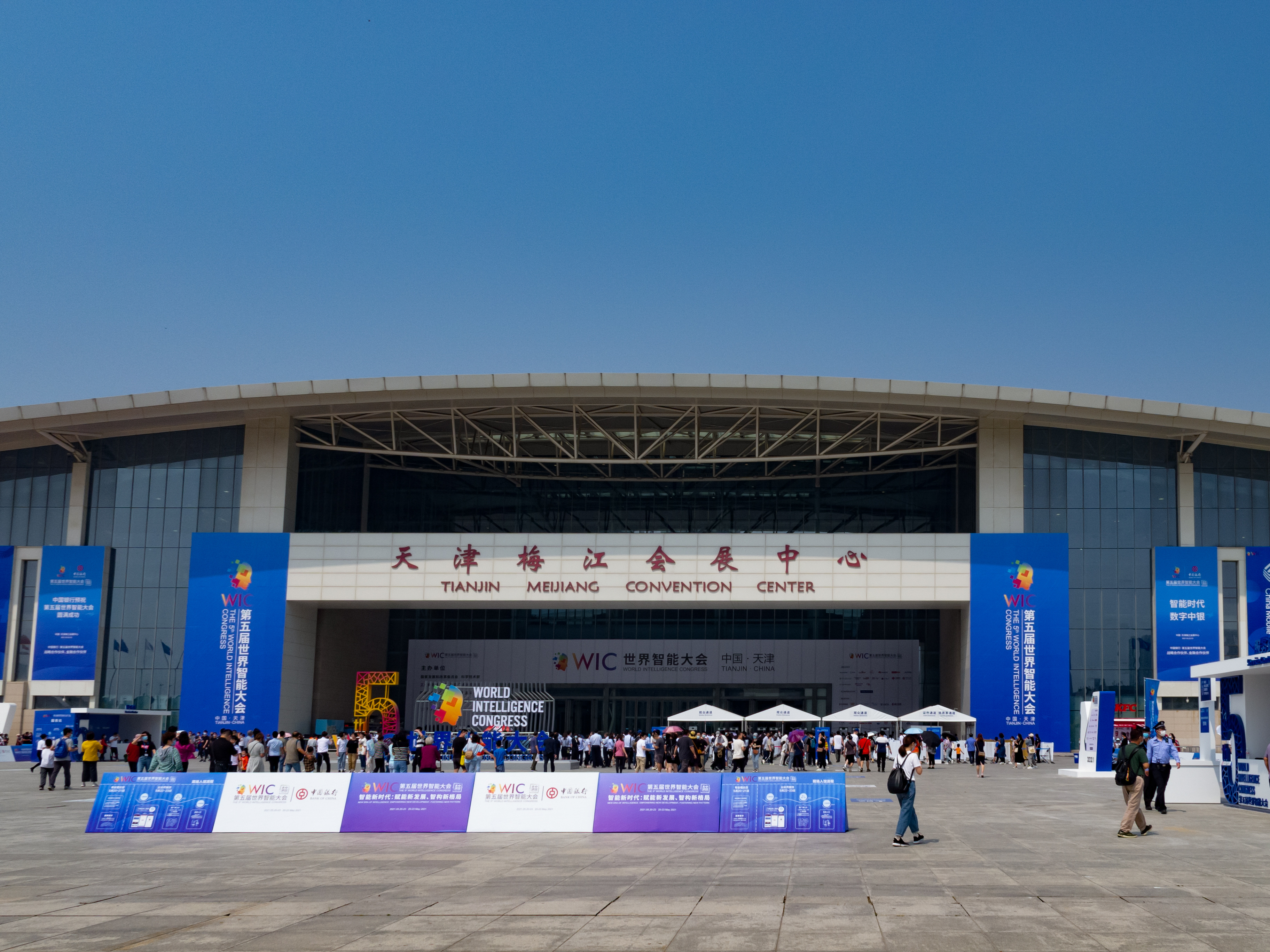
于天津梅江会展中心举行的第五届世界智能大会

2021年5月20日至23日，第五届世界智能大会在天津梅江会展中心举行。

## 历史
2024年，中国政府工作报告提出，压减一般性支出，包括论坛、展会、节庆等活动的财政支出。政府主导的展会受到控制，经中国商务部批准，天津市自2017年开始举办的世界智能大会和重庆市自2018年开始举办的中国国际智能产业博览会合并为世界智能产业博览会，2024年开始由天津市人民政府与重庆市人民政府联合、轮流举办。